# Centro Insular de Deportes
El Centro Insular de Deportes (CID) és un pavelló poliesportiu a l'Avinguda Marítima de Las Palmas de Gran Canaria amb capacitat per 5.200 espectadors. Fou inaugurat el 20 d'octubre de 1988. És la seu com a locals dels equips Club Voleibol Las Palmas de la Superlliga femenina de voleibol, el Club Voleibol Gran Canaria de la Superlliga masculina de voleibol, el Club Baloncesto Islas Canarias de la Lliga femenina de bàsquet i fins al abril 2014 el Club Baloncesto Gran Canaria de la Lliga ACB que es va traslladar al Gran Canaria Arena.
El complex esportiu té una pista poliesportiva amb grades telescòpiques que permeten variar la capacitat del recinte en funció de les necessitats d'espai utilitzat. En les dependències annexes hi ha una piscina coberta de 25 × 16,65 m amb 8 carrils, així com sis sales de musculació, art marcials, spinning, etc. Altres dependències són la sala de premsa, la sala de reunions i les oficines així com un aparcament per 250 vehicles.
Aquestes instal·lacions han albegat diferents competicions de voleibol com alguna fase final de la Copa del Rei de voleibol, la Copa de la Reina de voleibol o algun partit de la Lliga Mundial de voleibol. Pel que fa al bàsquet ha estat seu d'alguna fase final de la Copa del Rei de bàsquet, de la Copa de la Reina de bàsquet o de la Supercopa espanyola de bàsquet.
A la darreria de 2024, el centre va tancar per una extensiva modernització, esdevinguda inevitable després de més de trenta anys d'activitat. S'estima que les obres duraran al menys uns dos anys.